# La barbería (franquicia)
La barbería es una serie de películas de comedia, que se inició en el año 2002 con La barbería dirigida por Tim Story. La barbería 2 fue dirigida por Kevin Rodney Sullivan y estrenada en 2004. La tercera película de la saga principal La barbería 3 (La barbería: El siguiente corte) se lanzó en 2016, dirigida por Malcolm D. Lee.

## Películas

### La barbería (2002)
Una comedia inteligente acerca de un día en la vida de una barbería en el lado sur de Chicago. Calvin (Ice Cube), que heredó el negocio de la barbería de su difunto padre, ve a la tienda como nada más que una carga y un desperdicio de su tiempo. Después de que vende la tienda a un usurero local Calvin lentamente comienza a ver la visión de su padre y el legado y la lucha con la idea de que él acaba de vender.

### La barbería 2 (2004)
Esta secuela directa de la película de 2002 regresa a la peluquería de Chicago propiedad de Calvin Palmer Jr. (Ice Cube). Sus empleados son Isaac (Troy Garity), Terri (Eva), Ricky (Michael Ealy), Dinka (Leonard Earl Howze) y Kenard (Kenan Thompson), tienen sus propios problemas personales y laborales, y una nueva barbería llamada Nappy Cutz tiene puestos en toda la calle. Cuando Calvin trata de cambiar el carácter de su negocio, Pañal Cutz y gentrificación se convierten en una amenaza para la comunidad circundante.

### Salón de belleza (2005)
Salón de belleza es un spin-off de las dos últimas películas de La barbería, Gina Norris es una estilista viuda que se ha trasladado de Chicago a Atlanta para que su hija, Vanessa, pueda asistir a una escuela privada de música. Ella ha hecho un nombre por sí misma como estilista, pero después de su egocéntrico  jefe, Jorge, critica sus decisiones, ella se va y pone en marcha su propia tienda, la compra de un salón en decadencia, ayudando a un préstamo oficial.

### La barbería 3 (2016)
Malcolm D. Lee dirigió esta entrega, mientras que Ice Cube y Cedric the Entertainer están entre el elenco de la película.

## Recepción

### Recepción crítica
| Película      | Rotten Tomatoes       | Metacritic          |
| ------------- | --------------------- | ------------------- |
| La barbería   | 82% (124 comentarios) | 66 (29 comentarios) |
| La barbería 2 | 68% (123 comentarios) | 59 (34 comentarios) |
| La barbería 3 | TBA                   | TBA                 |

### Rendimiento en taquilla
| Película      | Fecha de lanzamiento      | Ingresos                | Ingresos          | Ingresos     | Presupuesto | Ref. |
| Película      | Fecha de lanzamiento      | Estados Unidos y Canadá | Otros Territorios | Mundial      | Presupuesto | Ref. |
| ------------- | ------------------------- | ----------------------- | ----------------- | ------------ | ----------- | ---- |
| La barbería   | 2002 de septiembre del 13 | $75,782,105             | $1,281,819        | $77,063,924  | $12,000,000 | -    |
| La barbería 2 | 2004 de febrero del 6     | $65,111,277             | $860,036          | $65,971,313  | $30,000,000 | -    |
| La barbería 3 | 2016 de abril del 15      | TBA                     | TBA               | TBA          | TBA         | -    |
| Total         | Total                     | $140,893,382            | $2,141,855        | $143,035,237 | $42,000,000 | -    |

## Personajes
| Personaje          | Películas              | Películas              | Películas              | Serie de TV                  |
| Personaje          | La barbería (2002)     | La barbería 2 (2004)   | La barbería 3 (2016)   | La barbería: La serie (2005) |
| ------------------ | ---------------------- | ---------------------- | ---------------------- | ---------------------------- |
| Calvin Palmer, Jr. | Ice Cube               | Ice Cube               | Ice Cube               | Omar Gooding                 |
| Eddie              | Cedric the Entertainer | Cedric the Entertainer | Cedric the Entertainer |                              |
| J.D.               | Anthony Anderson       |                        | Anthony Anderson       |                              |
| Terri Jones        | Eve                    | Eve                    | Eve                    | Toni Trucks                  |
| Ricky Nash         | Michael Ealy           | Michael Ealy           | Michael Ealy           |                              |
| Jimmy James        | Sean Patrick Thomas    | Sean Patrick Thomas    | —.                     |                              |
| Isaac Rosenberg    | Troy Garity            | Troy Garity            | —.                     |                              |
| Dinka              | Leonard Earl Howze     | Leonard Earl Howze     | —.                     |                              |
| Jennifer Palmer    | Jazsmin Lewis          | Jazsmin Lewis          | —.                     |                              |
| Rayford            | DeRay Davis            | DeRay Davis            | —.                     |                              |
| Detective Williams | Tom Wright             | Tom Wright             | —.                     |                              |
| Lester Wallace     | Keith David            |                        | —.                     |                              |
| Kevin              | Jason George           |                        | —.                     |                              |
| Billy              | Lahmard Tate           |                        |                        |                              |
| Quentin Leroux     |                        | Harry J. Lennix        | —.                     |                              |
| Gina Norris        |                        | Queen Latifah          | Queen Latifah          |                              |
| Kenard             |                        | Kenan Thompson         | —.                     |                              |
| Lalowe Brown       |                        | Robert Wisdom          | —.                     |                              |
| Loretta            |                        | Garcelle Beauvais      | —.                     |                              |
| Gina's niece       |                        | Keke Palmer            | Keke Palmer            |                              |
| Draya              |                        |                        | Nicki Minaj            |                              |
| Sonya              |                        |                        | Tia Mowry              |                              |
| Angie              |                        |                        | Regina Hall            |                              |
| Jabari             |                        |                        | Common                 |                              |
| Jerrod             |                        |                        | Lamorne Morris         |                              |

Nota: Una celda gris claro indica el carácter que no aparecen en la película.